# إدي فريدريكس
إدي فريدريكس (بالإنجليزية: Eddie Fredericks)‏ هو لاعب اتحاد الرغبي جنوب أفريقي، ولد في 31 ديسمبر 1977 في ستيلينبوش في جنوب أفريقيا.

## وصلات خارجية
- إدي فريدريكس على موقع سلسلة سباعيات الرغبي العالمية - رجال (الإنجليزية)